# Dig the New Breed
Dig the New Breed — живий альбом англійської групи The Jam, який був випущений 10 грудня 1982 року.

## Композиції
1. In the City — 2:15
2. All Mod Cons — 1:15
3. To Be Someone (Didn't We Have a Nice Time) — 2:14
4. It's Too Bad — 3:11
5. Start! — 2:27
6. Big Bird — 2:51
7. Set the House Ablaze — 4:43
8. Ghosts — 2:18
9. Standards — 2:29
10. In the Crowd — 3:06
11. Going Underground — 3:11
12. Dreams of Children — 3:27
13. That's Entertainment — 3:26
14. Private Hell — 4:22

## Учасники запису
- Пол Веллер — вокал, гітара, клавішні
- Брюс Фокстон — бас
- Рік Баклер — ударні